# Julien Bailleul
Julien Bailleul (* 15. Februar 1988 in Lomme; † 7. Oktober 2011) war ein französischer Fußballspieler. Er spielte in der Abwehr.

## Leben
Bailleul erhielt seine fußballerische Ausbildung beim OSC Lille und beim CS Sedan, bevor er von 2006 bis 2007 beim AC Cambrai spielte. Für diesen erzielte er im Jahr 2007 u. a. das zwischenzeitliche Ausgleichstor bei der 1:4-Niederlage gegen Olympique Marseille in einem Spiel des französischen Pokals. Zur Saison 2007/08 wechselte er zum SC Feignies, danach nach Belgien zum RAEC Mons, der ihn kurzzeitig zum Erstligisten SC Lokeren auslieh. Ende Januar 2011 kehrte Bailleul nach Mons zurück. Er kam auf 45 Spiele für Mons und 9 Spiele für Lokeren. Für Mons schoss er auch ein Tor.
Bailleul verstarb 23-jährig an bereits vor längerer Zeit diagnostiziertem Krebs,  die ihn in der Saison 2011/12 nicht mehr zu Einsätzen hatte kommen lassen.